# Dil·leniàcies
Les dil·lniàcies (Dilleniaceae) són una família d'angiospermes de l'ordre Dilleniales, pròpia de regions tropicals i subtropicals.

## Distribució i descripció
Són plantes principalment llenyoses (arbres, arbusts i mates) però també n'hi ha d'herbàcies.

## Gèneres
Les plantes més conegudes de la família de les dil·leniàcies són les espècies que pertanyen al gènere Hibbertia, que tenen ús com a plantes ornamentals.
La família consta d'uns dotze gèneres amb uns pocs centenars d'espècies. Entre els gèneres més representatius cal citar:
- Davilla
- Dillenia
- Doliocarpus
- Hibbertia
- Schumacheria
- Tetracera